# MIMO Festival
MIMO Festival, anteriormente conhecido como Mostra Internacional de Música de Olinda é um festival de música gratuito que acontece anualmente no Brasil e em Portugal. Produzido por Lu Araújo Produções, o festival teve a sua primeira edição em 2004, na cidade de Olinda e desde 2016 também apresenta uma edição anual em Portugal, na cidade de Amarante (Portugal). O Festival foca a sua atuação na música, cinema, arte, poesia, educação e patrimônio e já apresentou edições nas cidades brasileiras de Recife, João Pessoa, Ouro Preto, Tiradentes, Paraty e Rio de Janeiro.
Com a sua programação dedicada à música do mundo, música instrumental, jazz, música brasileira e música portuguesa, o MIMO Festival já levou aos seus palcos no Brasil e em Portugal, grandes artistas como Herbie Hancock, Philip Glass, Gilberto Gil, Pat Metheny, Nelson Freire, Buena Vista Social Club, Egberto Gismonti, Goran Bregovic, Rui Veloso,  Hermeto Pascoal, John Scofield, Tom Zé, Jack Dejohnette, Manel Cruz, Céu, Emicida, Dead Combo, BaianaSystem e outros.     

## Atividades Complementares
Para além da programação de música, o festival também realiza atividades complementares  durante a sua duração, como: 
- Festival MIMO de Cinema: Festival de cinema com produções que tenham a música, seus personagens e suas histórias como tema principal. Os filmes são projetados em telões ao ar livre, nos pátios de igrejas e/ou também em cinemas históricos, mercados e centros culturais. [8]
- Programa Educativo: Workshops, master classes, palestras e oficinas que se destinam a estudantes, profissionais de música e membros da comunidade em geral. Os artistas do Line-up conduzem as aulas, abordando os novos métodos de educação musical e estimulando o apuro técnico, a expressão artística e o enriquecimento de repertório. [9]
- Exposições: exposições de fotografia ou de arte. Em 2018, foram apresentadas ao público na edição de Amarante (Portugal) as exposições "Os Modernistas. Amigos e Contemporâneos de Amadeo de Souza-Cardoso, Coleccção Millenium BCP" e "Cenários - MIMO 15 anos".[10]
- Fórum de Ideias: debates com artistas do line-up e convidados promovendo a reflexão e a troca de conhecimento entre possibilidades de se fazer e pensar a arte em diferentes expressões culturais.[11]
- Chuva de Poesia: com poemas a cair dos céus das cidades que sediam o evento, homenageia um grande poeta ou poetisa da literatura mundial.[7]
- MIMO para Crianças: programação infantil com atividades lúdicas, pedagógicas e musicais [12].
- Roteiro Cultural: passeios turísticos com roteiro guiado pelas ruas das cidades que sediam o evento[13].

Além destas, o Prêmio MIMO Instrumental decorre anualmente e premia os novos talentos da música instrumental. São selecionados até oito artistas ou grupos por um júri técnico, posteriormente passando ao voto popular. Os quatro vencedores se apresentam com destaque na programação oficial do MIMO Festival durante o ano, dividindo o palco com as atrações principais . 
Toda a programação do festival é gratuita. 

## Programação Musical
2017
- Paraty: 06 a 08 de outubro[15]

| Data  | Palco Praça da Matriz                                 |
| ----- | ----------------------------------------------------- |
| 06/08 | As Bahias e a Cozinha Mineira Liniker e os Caramelows |
| 07/08 | Baby do Brasil Oumou Sangaré                          |
| 08/08 | Teresa Salgueiro                                      |

##### 2018
- Amarante: 20 a 22 de julho[10].

| Data  | Palco Ribeirinho                                                                                     | Palco Amadeo de Souza-Cardoso                        | Igreja de São Gonçalo                  |
| ----- | --- | ---------------------------------------------------- | -------------------------------------- |
| 20/07 | Timbila Muzimba Dona Onete Dead Combo BaianaSystem                                                   | Marta Pereira da Costa Matthew Whittaker Trio        | -                                      |
| 21/07 | Almério Noura Mint Seymali Otto Rui Veloso                                                           | Pablo Lapidusas International Trio Shai Maestro Trio | -                                      |
| 22/07 | Gogo Penguin Hudson - com John Scofield, Jack Dejohnette, John Medeski e Scott Colley Goran Bregovic | Moacyr Luz e Carlinhos Sete Cordas Bruno Pernadas    | Orquestra Chinesa Cheong Hong de Macau |

- Paraty: 28 a 30 de setembro[16].

| Data  | Palco Praça da Matriz                             | Igreja de Nossa Srª. dos Remédios |
| ----- | ------------------------------------------------- | --------------------------------- |
| 28/09 | DJ Montano Systema Solar Cordel do Fogo Encantado | -                                 |
| 29/09 | DJ Montano Letrux Songhoy Blues                   | Virgínia Rodrigues                |
| 30/09 | -                                                 | Carol Panesi & Grupo              |

- Olinda: 23 a 25 de novembro[7].

| Data  | Praça do Carmo                    | Igreja do Carmo               | Igreja da Sé              |
| ----- | --------------------------------- | ----------------------------- | ------------------------- |
| 23/11 | DJ Montano Dead Combo Tom Zé      | -                             | Hermeto Pascoal & Grupo   |
| 24/11 | DJ Montano 47Soul Emicida         | Bruno Sanches                 | Egberto Gismonti Quarteto |
| 25/11 | DJ Montano Lia de Itamaracá Eddie | Grazie Wirtti & Leandro Braga | -                         |